# Lowburn
Lowburn est une localité de l'Île du Sud en Nouvelle Zélande, dans le district de Central Otago.

## Situation
Elle est située sur les berges du lac Dunstan (en), issu de construction du barrage de Clyde.
La ville de Lowburn siège entre les villes de Wanaka et Cromwell.

## Histoire
Dans les premiers temps de la colonisation Européenne, un ferry traversait le fleuve Clutha à ce niveau.

## Activité économique
L’économie moderne de cette localité est largement basée sur les vergers et le bétail, bien que la production de vin soit aussi en train de devenir importante pour la région.